# Francisco Bosch (attore)
Francisco Bosch (Valencia, 5 ottobre 1982) è un attore e ballerino spagnolo.

## Biografia
Il suo interesse per la danza ebbe inizio quando sua nonna lo portò a un incontro del suo gruppo di flamenco, quando aveva 5 anni. Incominciò le sue lezioni di danza al Conservatorio Professional de Danza a Valencia e ha continuato a studiare al Conservatorio de Danza a Madrid, poi ha seguito la Compañia Nacional de Danza di Nacho Duato. Nel 2002 è entrato a far parte dell'English National Ballet.
Ha interpretato nel 2004 il personaggio di Bagoa nel film Alexander di Oliver Stone con Colin Farrell. La loro scena d'amore però è stata tagliata prima della distribuzione perché giudicata troppo esplicita. La scena di danza, che si può vedere nel film, è stata mostrata anche nel documentario Dancing for Oliver di Suzanne Gielgud in cui Francisco è stato intervistato.
Francisco ha anche completato la registrazione nel 2006 del film Nina's Heavenly Delights e The Curse of King Tut's Tomb. Nello stesso anno è anche apparso nell'adattamento cinematografico di Kenneth Branagh dell'opera di Mozart Il flauto magico. Inoltre ha lavorato al film House of Boys di Jean-Claude Schlim.
È dichiaratamente gay.

## Filmografia
- Alexander, regia di Oliver Stone (2004)
- Il flauto magico (The Magic Flute), regia di Kenneth Branagh (2006)
- La maledizione di Tutankhamon (The Curse of King Tut's Tomb, 2006) - film tv, regia di Russell Mulcahy (2006)